# Нейтринная минимальная стандартная модель
Нейтринная минимальная стандартная модель (англ. The Neutrino Minimal Standard Model; также используются сокращения νMSM или nuMSM) представляет собой расширение Стандартной модели физики элементарных частиц путём добавления трёх (по числу поколений) правых стерильных (не участвующих в слабых взаимодействиях) нейтрино с массами, не превышающими электрослабого масштаба энергий. Модель была впервые предложена в 2005 году в работе Такэхико Асаки (яп. 淺賀 岳彦 Asaka Takehiko) и Михаила Евгеньевича Шапошникова. В данной модели в рамках единого подхода возможно получить разрешение проблем нейтринных осцилляций, тёмной материи и барионной асимметрии Вселенной.

## Поиск лёгких стерильных нейтрино
Результаты экспериментов по изучению нейтринных осцилляций в целом хорошо описываются схемой с тремя слабовзаимодействующими нейтрино. Однако несколько так называемых нейтринных аномалий не находят объяснения в рамках такого подхода и, возможно, указывают на существование по крайней мере ещё одного, дополнительного, нейтринного состояния (стерильного нейтрино) с массой ~ 1 эВ.
1. В нейтринном эксперименте с короткой базой LSND (Liquid Scintillator Neutrino Detector[англ.])[4], в котором исследовалось смешивание мюонных антинейтрино и электронных антинейтрино в результате осцилляций, был обнаружен избыток электронных антинейтрино на уровне 3,8σ для величины отношения базы эксперимента L к энергии нейтрино E/L ~ 1 эВ². Проверка этого эффекта проводилась в эксперименте MiniBooNE (англ. Mini Booster Neutrino Experiment) (Иллинойс, США)[5], результаты которого в целом согласовались с результатом LSND, однако достигнутая в MiniBooNE чувствительность не позволила однозначно подтвердить или опровергнуть результат LSND.
2. При измерениях с искусственными источниками нейтрино в экспериментах SAGE (Soviet-American Gallium Experiment на Баксанской нейтринной обсерватории) и GALLEX (Gallium Experiment в Национальной лаборатории Гран-Сассо) число зарегистрированных событий оказалось меньше ожидаемого. Статистическая значимость эффекта ("галлиевая аномалия”) составила около 2,9σ. Этот дефицит также может быть объяснён осцилляциями между электронным нейтрино и стерильным нейтрино с Δm² ~ 1 эВ²[6][7].
3. В результате новой оценки потока антинейтрино от реакторов[8] получено, что величина этого потока примерно на 3 % больше предыдущего значения, используемого в течение длительного времени в реакторных экспериментах. Это привело к тому, что потоки нейтрино, измеренные в разных экспериментах на расстояниях ≤ 100 м от активной зоны реактора, оказались меньше потоков, определённых для этих расстояний на основе работы[8]. Такое расхождение между предсказанным и измеренным потоками антинейтрино могло бы быть объяснено исчезновением антинейтрино из-за осцилляций с Δm² ~ 1 эВ². Этот эффект, статистическая значимость которого составила 2,8σ, получил название "реакторная аномалия". Но дальнейшие эксперименты подставили под сомнение данный эффект[3].
4. Новый нейтринный эксперимент BEST (англ. Baksan Experiment on Sterile Transitions), начатый в 2019 году на Баксанской нейтринной обсерватории и направленный на обнаружение предполагаемых нейтринных осцилляций между электронными и стерильными нейтрино по предварительным результатам подтверждает эффект. По состоянию на осень 2021 года со статистической достоверностью приближающейся к 4σ[9].
5. Эксперимент Neutrino-4, начатый в 2014 году с моделью детектора [10] и продолженный с полномасштабным детектором в 2016–2021 годах, получил результат прямого наблюдения эффекта осцилляций в области параметров Δm2
14 = (7.3 ± 0.13st ± 1.16syst) эВ2 and sin22θ14 = 0.36 ± 0.12stat (2.9σ).[11]